# Philodendron glanduliferum
Philodendron glanduliferum är en kallaväxtart som beskrevs av Eizi Matuda. Philodendron glanduliferum ingår i släktet Philodendron och familjen kallaväxter.

## Underarter
Arten delas in i följande underarter:
- P. g. camiloanum
- P. g. glanduliferum